# ホンダ・シャリィ
シャリィ（Chaly）は本田技研工業がかつて製造販売したオートバイである。本項ではほぼ同一コンセプトならびに車体を持つスクータータイプのシャレット（Chalet）についても解説を行う。

## 車両解説

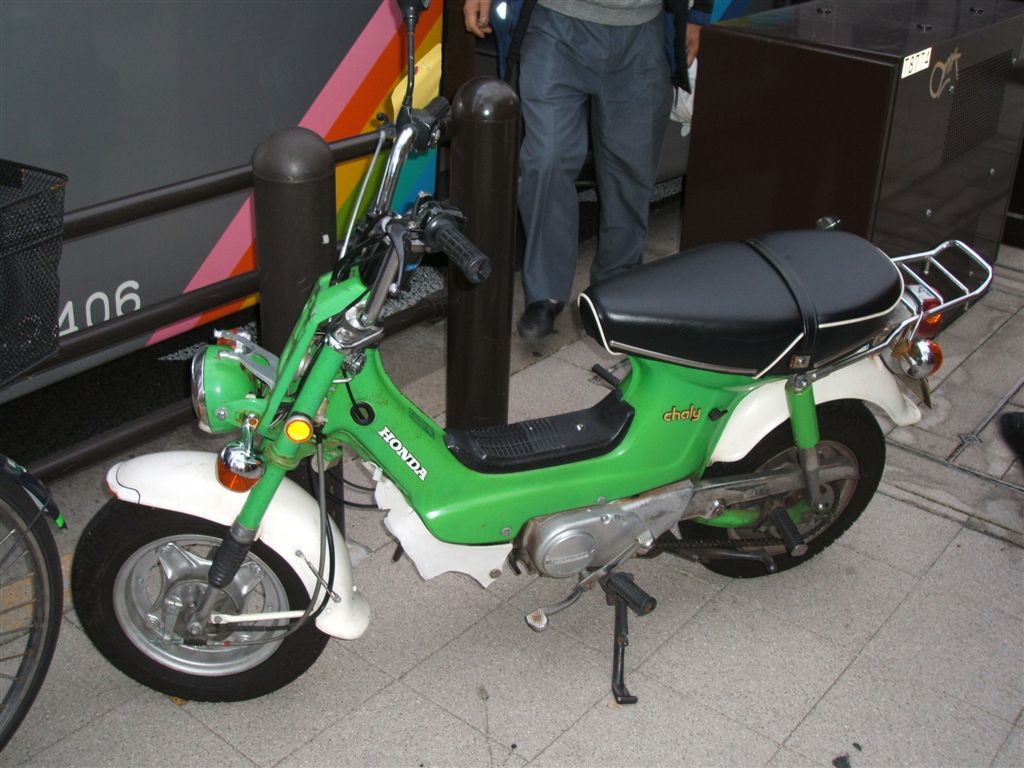
シャリィ CF70

初めて2輪車に乗る人でも安心して乗れるやさしい操作とすぐれた運転性・乗降性ならびに家族みんなで楽しめるホームバイクをコンセプトとして1972年に発売。
車体は低床バックボーンフレームを採用し、乗降時のまたぎ高さを40cmに、さらにシート高も70cmと低く乗りやすさを追求した。サスペンションは前輪をテレスコピック、後輪をスイングアームとし、前後タイヤホイールサイズは3.50-10。ブレーキは前後ともリーディングトレーリングで、最小回転半径は1.6mである。
スーパーカブと基本設計を共用する前傾80°空冷4ストロークSOHC単気筒エンジンを搭載。内径x行程=39.0×41.4（mm）・排気量49㏄とした1人乗り原動機付自転車モデルが型式名CF50、内径x行程=47.0×41.4（mm）・排気量72㏄とした2人乗り原付二種モデルが型式名CF70とされた。燃料供給はキャブレターでタンク容量は2.8L。組み合わせられるトランスミッションは、原則的に常時噛合式3段マニュアルトランスミッションであるが、CF50のみ常時噛合式2段もしくは3速オートマチックトランスミッションが設定された。またマニュアルトランスミッション車のクラッチはすべて自動遠心式で、手動モデルは未製造である。
上述した搭載エンジンならびにトランスミッションに加え装備品により車種バリエーションを展開したほか、車名は英文字表記はChalyのまま日本語表記は以下の変更が実施された。
- シャリイホンダ[注 3]：発売時[2]
- シャリイ：1981年1月マイナーチェンジ以降[4]
- シャリィ：1988年2月マイナーチェンジ以降[5]
- シャリー：1995年3月マイナーチェンジ以降[6]

### 遍歴
1972年7月18日発表 同月20日発売
月間生産目標2,000台で以下の3モデルを設定
| 型式名             | CF50-I        | CF50-II       | CF70          |
| 排気量（㏄）       | 49            | 49            | 72            |
| トランスミッション | 2段ロータリー | 3段ロータリー | 3段ロータリー |
| 前ブレーキ         | 右ハンドル    | 右ハンドル    | 右ハンドル    |
| 後ブレーキ         | 左ハンドル    | 右足ペダル    | 右足ペダル    |
| 標準本体価格       | 73,000円      | 75,000円      | 78,000円      |
| ------------------ | ------------- | ------------- | ------------- |

1976年4月1日発表 同月5日発売
月間生産目標9,000台で以下のマイナーチェンジを実施
- CF50-Iを廃止
- CF70をCF70-IIへ変更
- 大型フロントバスケットを装備するCF50-III・CF70-IIIを新たに設定
- 前後ブレーキライニングの摩耗表示を設置
- イグニッションキイを両面タイプへ変更
- メーター照明を透過光式へ変更
- 標準本体価格を以下に変更
  - CF50-II：102,000円
  - CF50-III：105,000円
  - CF70-II：105,000円
  - CF70-III：108,000円

1979年2月20日発表 同月21日発売
月間生産目標12,000台で以下のマイナーチェンジを実施
- エンジンのトルク特性を変更
  - CF50のスペックは最高出力3.2ps・最大トルク0.34kg-mと変更はないものの発生回転数がそれぞれ7,500rpm[3]→7.000rpm・6,000rpm[3]→5,500rpmへ低下
- フューエルタンクキャップに燃料計を追加
- 方向指示器作動時に戻し忘れ防止ブザーを追加
- リヤキャリアの形状を変更
- 標準本体価格を以下に変更
  - CF50-II：112,000円
  - CF50-III：115,000円
  - CF70-II：117,000円
  - CF70-III：120,000円

1981年1月20日発表 同月21日発売
年間販売目標140,000台で以下のマイナーチェンジを実施
- 大型フロントバスケットを標準装備化しCF50-III・CF70-IIIを発展的解消した上で車名をシャリイ50・シャリイ70へ変更
- 50モデルに3速オートマチックトランスミッションならびにオートチョークを装備したシャリイ50 ATを追加
  - 本モデルは従来のキックスターター併用でセルモーターをオプション
- 50モデルのエンジンの性能向上
  - 30㎞/h定地走行テスト燃費：80㎞/L[7]→100㎞/L
  - 最高出力：3.2ps/7,000rpm[7]→3.5ps/7,000rpm
  - 最大トルク：0.34kg-m/5,500rpm[7]→0.38kg-m/5,000rpm
- 点火装置をマグネトー→CDIへ変更
- カムチェーンにオートテンショナーを追加
- ヘッドライトを速度計ケース一体丸型からバスケット下へ移設し角型化
- 標準本体価格を以下に変更
  - シャリー50：123,000円
  - シャリー50 AT：129,000円
  - シャリー70：128,000円

1983年4月28日発表 同月29日発売
年間販売目標36,000台で以下のマイナーチェンジを実施
- シャリイ50 ATを廃止
- マニュアルトランスミッションを停車時のみロータリー式となる方式へ変更
- 燃料計を速度計と一体大型化
- 50モデルのエンジンの性能向上
  - 30㎞/h定地走行テスト燃費：100㎞/L[4]→115㎞/L
  - 最高出力：3.5ps/7,000rpm[4]→4.0ps/7,000rpm
  - 最大トルク：0.38kg-m/5,000rpm[4]→0.44kg-m/5,500rpm
- 70モデルのエンジンの性能向上
  - 50㎞/h定地走行テスト燃費：70㎞/L[4]→75㎞/L
  - 最高出力：4.2ps/7,000rpm[4]→4.6ps/7,000rpm
  - 最大トルク：0.52kg-m/5,000rpm[4]→0.55kg-m/5,000rpm
- タイヤをチューブレス化
- 標準本体価格を以下に変更
  - シャリイ50：133,000円
  - シャリイ70：143,000円

なおシャリイ70は本マイナーチェンジにより最終モデルとなった。
1983年11月9日発表 同月10日発売
シャリイ50に以下の変更を実施
- 30Km以上で点灯する速度警告灯を装備
- 標準本体価格を135,000円へ変更

1988年2月24日発表 同月25日発売
以下のマイナーチェンジを実施
- シャリイ70を廃止
- シャリイ50は車名をシャリィ50とした上で以下の変更を実施
  - 自動車排出ガス規制に適合させ型式名をA-CF50へ変更
  - 大型フロントバスケットをメッシュタイプへ変更
  - バックミラーを大型の角型タイプへ変更
  - ヘッドライトを25w/25w→35w/35w
  - 電装を12ボルト化しバッテリーをメンテンナンスフリータイプへ変更
  - 年間販売目標を8,000台とし標準本体価格を141,000円へ変更

1992年1月29日発表 同月30日発売
車名をシャリィとした上で以下の変更を実施
- カラーリング変更
- 年間販売目標を6,500台とし標準本体価格を159,000円[注 4]へ変更

1993年5月25日発表 同月26日発売
- カラーリングならびにスタンド形状を変更
- 年間販売目標を5,500台とし標準本体価格を169,000円[注 4]へ変更

1995年3月9日発表 同月10日発売
車名をシャリーとした上で以下の変更を実施
- カラーリングを変更
- 年間販売目標を4,000台とし標準本体価格を179,000円[注 4]へ変更

なお本モデルは1997年にもカラーリング変更のマイナーチェンジを実施しているが、1998年に施行された平成10年排出ガス規制には未適応であることから、継続生産車両の期限となる1999年8月31日をもって生産終了となった。

## シャレット
1978年5月17日発表、同月18日発売。型式名NY50。月間販売目標を5,000台とし標準本体価格は99,000円とされた。
車体ならびにサスペンションの基本コンポーネンツはシャリーと共用するが、相違は搭載するエンジンを内径x行程=40.0x39.6（mm）・圧縮比7.5・最高出力1.8ps/4,000rpm・最大トルク0.44kg-m/4,500rpmの空冷2ストロークピストンバルブ単気筒へ、動力伝達機構をVベルト式無段変速機へ変更した点にある。またシャリー1979年モデルに先駆けて方向指示器戻し忘れ防止ブザーならびにパーキングブレーキを兼ねるブレーキロックレバーを装備した。
シャリイ50 AT発売に伴い1980年で生産終了。